# Sergio Peña
Sergio Fernando Peña Flores (Lima, 28 de setembro de 1995) é um futebolista peruano que atua como meio-campista. Atualmente joga pelo Alianza Lima.

## Carreira
Foi convocado para defender a Seleção Peruana de Futebol na Copa do Mundo de 2018.